# Trente-deux hauteurs de Ciney
Les trente-deux hauteurs de la Mairie de Ciney étaient au Moyen Âge un groupe de seigneuries de la région du Condroz, dépendant administrativement de Ciney. Entre elles, les trente-deux hauteurs formaient le « bailliage du Condroz », dépendant de la Principauté de Liège, et dont Ciney était la « capitale ». Ces seigneuries étaient centrées sur un château dont plusieurs restent visibles à l'heure actuelle.
Parmi ces trente-deux hauteurs étaient :
- Seigneurie de Walzin ;
- Seigneurie de Ry pres de Mohiville ;
- Seigneurie de Conjoux ;
- Seigneurie de Jamblinne ;
- Seigneurie de Mouffrin près de Natoye ;
- Seigneurie de Hubinne près de Hamois ;
- Seigneurie de Fenffe et Hérock près de Ciergnon ;
- Seigneurie de Enhet près de Chevetogne ;
- Seigneurie de Ève près de Ohey ;
- Seigneurie de Dorinne ;
- Seigneurie de Doyon ;
- Seigneurie de Serinchamps ;
- Seigneurie de Vignée ;
- Seigneurie de Mont-Gauthier ;
- Seigneurie de Laloux ;
- Seigneurie de Croix près de Sovet.